# 단 칼리크만
단 칼리크만 (1968년 2월 21일 ~ )는 미국의 전 축구 선수이다.

## 통계
| 미국 | 미국 | 미국 |
| 연도 | 출전 | 골   |
| ---- | ---- | ---- |
| 1997 | 2    | 0    |
| 합계 | 2    | 0    |